# Temperaturowy współczynnik reaktywności
Temperaturowy współczynnik reaktywności − cecha reaktora jądrowego określająca zmianę mocy reaktora, reaktywności, w przypadku zmian temperatury rdzenia. Dodatni współczynnik oznacza wzrost mocy przy wzroście temperatury. Ujemny, spadek mocy w takiej sytuacji.
Ujemny znak temperaturowego współczynnika reaktywności jest jedną z cech świadczących o pasywnym bezpieczeństwie konstrukcji reaktora jądrowego, zgodnym z zasadą awarii w kierunku bezpiecznym (fail-safe), wykorzystujący ujemne sprzężenie zwrotne.

## Reaktory wodne
Reaktory wykorzystujące wodę (lekką lub ciężką) jako moderator mają ujemny temperaturowy współczynnik reaktywności. Wzrost temperatury powoduje bowiem rozrzedzania a w końcu parowanie wody. Rzadsza woda (para woda) gorzej spowalnia neutrony, co oznacza spadek tempa reakcji łańcuchowej. Wyparowanie wody pozbawia reaktor moderacji i reakcji rozszczepienia samoistnie ustaje.

## Reaktor Maria
W polskim reaktorze badawczym Maria występuje ujemny temperaturowy współczynnik reaktywności, np. zmiana temperatury moderatora z 20 °C do 60 °C skutkuje spadkiem reaktywności o 0,8$.